# Xã Empire, Michigan
Xã Empire (tiếng Anh: Empire Township) là một xã thuộc quận Leelanau, tiểu bang Michigan, Hoa Kỳ. Năm 2010, dân số của xã này là 1.182 người.